# 小丑醫生

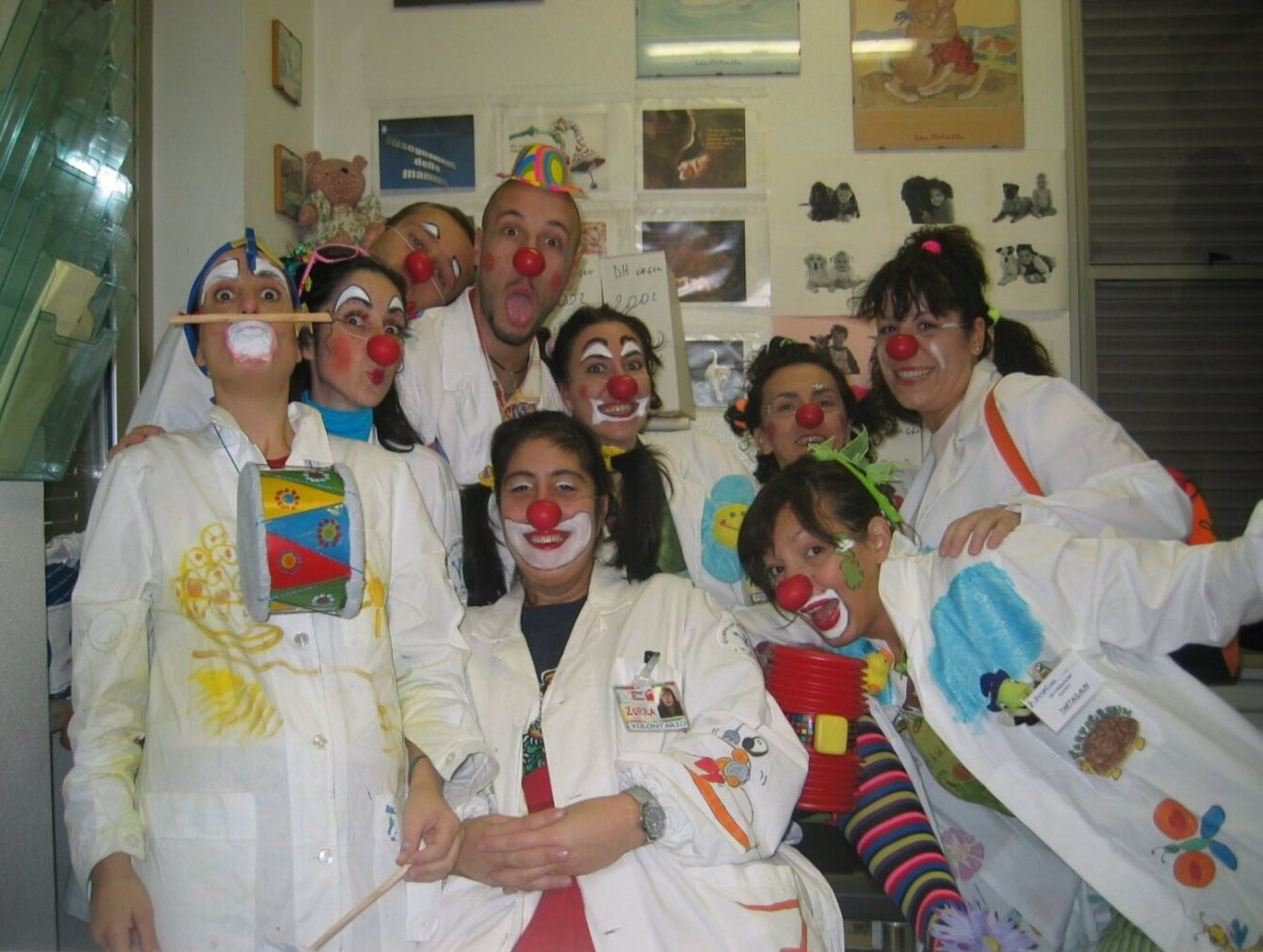
意大利Bambino Gesù医院的小丑醫生

小丑醫生（Clown Care/Clown Doctor/Hospital Clowning），也称为醫院小丑或醫療關懷小丑，是医疗照護中的一個環節，受过专業训练的小丑演員探视病人，給予關懷，透過表演帶來幽默與歡笑。小丑醫生的概念在几个国家/地区是都有其組織存在。經证明，这些对医院的拜访與關懷，能為患者帶來希望、幽默等积极的力量，帮助提升患者的情绪。也给醫護人員和家属带来了正向的幫助。 

## 發展背景
派奇・亞當斯（ Patch Adams ）被认为是史上第一位小丑醫生，他在1970年代开始從事類似小丑醫生的服務。罗宾·威廉姆斯（ Robin Williams ）在电影《心靈點滴（ Patch Adams ）》中饰演的就是他，而這部有關小丑醫生的電影也引起人们对小丑醫生的关注。 
史上专业的小丑医生組織，是1986年一个名为“大苹果马戏团小丑护理部门”，该计划由纽约市的迈克•克里斯滕森（Michael Christensen）发起。现在，在澳大利亚、紐西蘭、 美国、加拿大、以色列、南非、香港、巴西、白俄罗斯、台湾以及整個欧洲以及印度部分地區，都有小丑醫生的專業組織存在。 
小丑医生专门照顾住院儿童的社会心理需求，但在某些医院中，他们还探望成年人。 他们模仿了医院的常规程序，以帮助儿童适应周围的环境，也分散了他们对痛苦或令人恐惧的程序的注意力并使其神秘化。 欢乐和欢笑的气氛可以帮助孩子暂时忘记疾病和压力。
小丑医生透過音樂、遊戲、魔術、戲劇、即興表演、讲故事...等元素和其他小丑表演技巧，来為病童帶來乐趣，帮助他们排除住院期间可能遇到的各种情绪：恐惧、焦虑、孤独、无聊  。
幽默和笑聲的能幫助住院者消除壓力，通過釋放腦內啡，減輕身體上的疼痛不適感，且促進增加T細胞和降低血清皮質醇來增強免疫系統。同時，在社會與心理層面上，小丑醫生創造的歡笑與幽默，可以幫助人們提高積極性與正面思考，這有助於幫助人們面對困難（如艱辛的療程、長期的照顧、高壓的醫療工作）。且在長期住院的狀況下，增進人與人之間的連結，維繫人際的互動與扶持關係。上述這些都對患者在走向康復的過程有正面效益，且在出院後，能增進患者（特別是孩子）回歸社會/尋常生活時的速度與適應能力。
Tan、Metsälä和Hannula 的研究表示：「小丑醫生可以建立积极的情绪状态，促进父母与孩子之间的互动，并营造积极的环境条件。」
國際醫療學界對於「笑之於生理健康益處」的研究已經進行了數十年，並且持續進行中。越来越多的研究人员正在探索笑的心理益处，尤其是小丑医生的作品與服務。   
台灣第一個專業的小丑醫生團隊為紅鼻子醫生（紅鼻子關懷小丑協會）。

## 延伸閱讀
- - Clark, Cindy Dell. 2013. Clark, Cindy Dell. . International Journal of Play. 2013, 2 (3): 163–173. doi:10.1080/21594937.2013.849139.International Journal of Play 2(3): 163-173.
  - Linge, Lotta. 2008. .   [2020-10-12]. （原始内容存档于2016-03-04）.International Journal of Qualitative Studies on Health and Well-being 3(1): 27-38.
  - Miller Van Blerkom, Linda. 1995.  (PDF).   [2020-10-12]. （原始内容存档 (PDF)于2015-02-26）. Medical Anthropology Quarterly 9(4): 462-475.
  - Watson, Simon. 2008. Watson, S.  (PDF). Canadian Medical Association Journal. 2008, 179 (4): 313–315. PMC 2492963 . PMID 18695174. doi:10.1503/cmaj.080691.Canadian Medical Association Journal 179(4): 313-315.
  - 鏡文學開發特殊職人漫畫《小丑醫生》　奪日本國際漫畫賞銀賞 （页面存档备份，存于）